# Pluto joue à la main chaude
Pour plus de détails, voir Fiche technique et Distribution.
Pluto joue à la main chaude (Food for Feudin) est un court-métrage d'animation américain des studios Disney avec Pluto, sorti le 11 août 1950.

## Synopsis
Tic et Tac ont rempli un arbre creux avec des noisettes mais Pluto tente de d'y mettre un os. Il déclenche alors une avalanche qui transfère les noix dans sa niche à la grande contrariété des rongeurs.

## Fiche technique
- Titre original : Food for Feudin
- Titre français : Pluto joue à la main chaude
- Série : Pluto
- Réalisation : Charles A. Nichols
- Scénario : Dick Kinney, Milt Schaffer
- Animation : Phil Duncan, George Kreisl, George Nicholas, Judge Whitaker
- Effets visuels : Jack Boyd
- Décors : Merle Cox
- Layout : Karl Karpé
- Musique : Paul J. Smith
- Production : Walt Disney
- Société de production : Walt Disney Productions
- Société de distribution : RKO Radio Pictures
- Format : Couleur (Technicolor) - 1,37:1 - Son mono (RCA Sound System)
- Durée : 7 min
- Langue : Anglais
- Pays :  États-Unis
- Dates de sortie :  États-Unis : 11 août 1950[1]

## Voix originales
- Pinto Colvig : Pluto
- James MacDonald : Chip (Tic)
- Dessie Flynn : Dale (Tac)

## Voix françaises
- Béatrice Belthoise : Tic
- Philippe Videcoq : Tac

## Commentaires
- Pluto avait déjà été confronté à Tic et Tac dans Pluto soldat (1943), leur première apparition à l'écran, et Les Locataires de Mickey (1946). Ils le seront à nouveau dans L'Arbre de Noël de Pluto (1952).

## Titre en différentes langues
- Allemagne : Kampf um Jede Nuss
- Finlande : Taistelu ruuasta
- Suède : Mat så klart / Pluto som driftkucku

Source : IMDb